# Tempio di Apollo (Pompei)
Il tempio di Apollo è un tempio di epoca romana, sepolto dall'eruzione del Vesuvio del 79 e ritrovato a seguito degli scavi archeologici dell'antica Pompei. Si tratta di uno dei templi più antichi della città, nonché, per molti anni, quello più frequentato.

## Storia

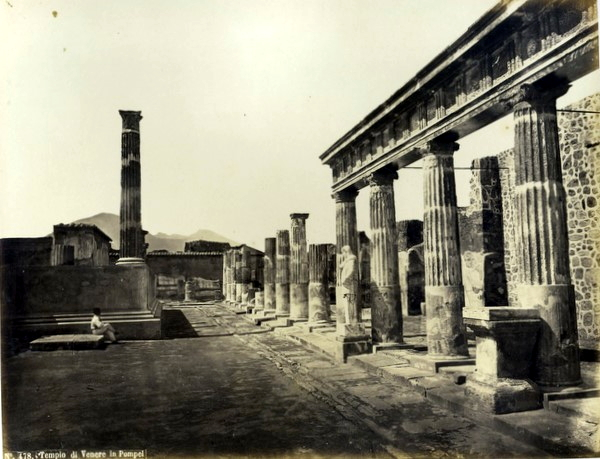
Immagine d'epoca

La costruzione del tempio dedicato ad Apollo risalirebbe all'VIII o VII secolo a.C., come testimoniano alcuni reperti e si sarebbe trattato per lo più di un'area aperta dove sorgevano alcuni altari. Un primo edificio venne costruito nel VI secolo a.C., con il tetto ricoperto da terrecotte decorate; durante l'età sannitica il tempio fu completamente ricostruito per volere del questore Oppio Campano, così come riportato su un'iscrizione incisa nella pavimentazione della cella, in lingua osca:
Apollo divenne quindi la divinità più venerata di Pompei ed il tempio rappresentava il maggiore centro religioso della città, ma con l'arrivo del culto di Giove, perse d'importanza; durante l'epoca augustea il tempio fu adornato con un orologio solare e venne isolato dalla vista delle case vicine tramite la costruzione di un muro, ma conseguentemente, anche per permettere l'ampliamento della piazza del foro, fu ristretto. In questo periodo si svolgevano giochi in onore del dio, chiamati Ludi Apollinari: è ancora incerto il motivo per cui venissero svolti, probabilmente perché Apollo era uno dei protettori della città o per protezione delle attività commerciali. Notevolmente danneggiato dal terremoto di Pompei del 62, al momento dell'eruzione del Vesuvio nel 79 era ancora in ristrutturazione e quindi non in uso; fu esplorato insieme al foro all'inizio del XIX secolo.

## Descrizione

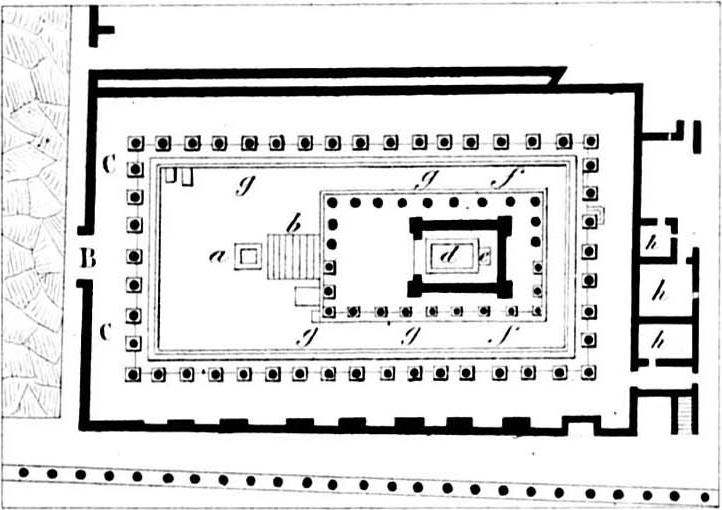
Pianta del tempio

Il tempio di Apollo si presenta con una recinzione in opera incerta, nella quale sono presenti pilastri in tufo; l'ingresso è unico, da via Marina, anche se prima dei lavori di restauro dovevano esserci circa dieci ingressi, in seguito chiusi e trasformati in nicchie, dentro le quali furono affrescate scene della guerra di Troia. La chiusura di questi ingressi e il conseguente innalzamento di un muro per proteggere il tempio dalla vista delle case circostanti, è testimoniata da un'epigrafe:

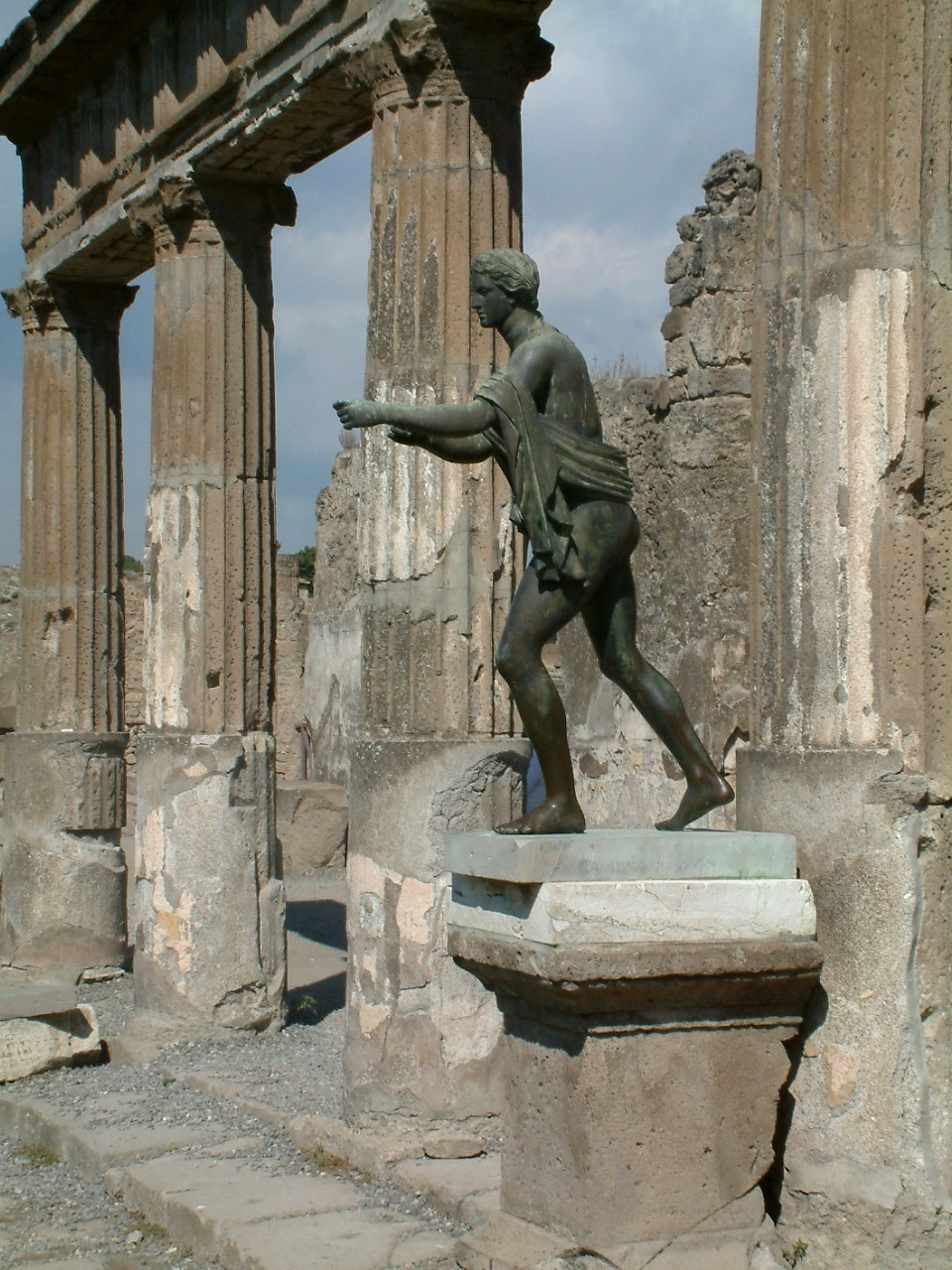
La statua di Apollo

L'interno è caratterizzato da un peristilio con quarantotto colonne in tufo scanalate, originariamente con capitelli ionici, sostituiti da altri in ordine corinzio dopo il terremoto del 62, dipinti in giallo, blu e rosso; le colonne erano sormontate da un architrave in ordine ionico, decorato originariamente con metope e triglifi ed in seguito con grifi che sostenevano corone di foglie, al di sopra del quale probabilmente erano poste una serie di colonne più piccole con capitello corinzio: di questa seconda serie di colonne però non rimane alcuna traccia, asportate per essere restaurate dopo il terremoto del 62. Diversi piedistalli ospitavano alcune statue come quella di Venere, di Ermafrodito, quella in bronzo di Apollo arciere, probabilmente commissionata da Lucio Mummio dopo la distruzione di Corinto, la statua di un giovane Ermes, completamente ricoperto da un himation ed il busto di Artemide con arco: tutte queste opere sono conservate al museo archeologico di Napoli; completa l'atrio una meridiana.
Il tempio vero e proprio è situato sul fondo del cortile ed una scalinata dà l'accesso al podio: il periptero è formato da ventotto colonne corinzie, dentro il quale, non esattamente posizionata al centro, ma spostata verso la sesta colonna, è posta la cella. Sul suo lato sinistro è posto l'omphalos, il simbolo dell'ombelico del mondo che veniva venerato nel santuario di Apollo a Delfi, costituito da un blocco di tufo. Sempre nella cella era un podio, originariamente in calcare, poi sostituito da uno in tufo, sul quale probabilmente era posta la statua del dio, mai ritrovata, in quanto probabilmente, al momento dell'eruzione, era in fase di restauro; sono inoltre presenti due blocchi di lava a forma di parallelepipedo, forse altari utilizzati prima del VI secolo a.C.. La pavimentazione, risalente al II secolo a.C., è in pietre bianche e verdi, con una fascia decorata a meandri e una decorata in ardesia. Nel tempio si ritrovano diverse iscrizioni, che testimoniano importanti lavori di restauro:
Oppure un'altra, presente su una colonna nei pressi della gradinata: